# 中南建筑工程学校
中南建筑工程学校是1952年建立的一所学校，相关院系已经合并入华中科技大学和武汉理工大学。

## 历史
- 1952年中南建筑工程部决定，将中南地区所有中等技术学校即郑州高工、武昌高工、汉口土木工程学校、湖南工业学校土木工程专业的师生在江西庐山建校。
- 1953年学校迁入武昌马房山。
- 1971年7月，北京建筑工业学院搬至湖北武汉与同属建工部的武汉建筑工程学校合并，更名为湖北建筑工业学院。